# Bissy-sur-Fley
Bissy-sur-Fley is een gemeente in het Franse departement Saône-et-Loire (regio Bourgogne-Franche-Comté) en telt 100 inwoners (2009). De plaats maakt deel uit van het arrondissement Chalon-sur-Saône.

## Geografie
De oppervlakte van Bissy-sur-Fley bedraagt 4,7 km², de bevolkingsdichtheid is dus 21,3 inwoners per km².
De onderstaande kaart toont de ligging van Bissy-sur-Fley met de belangrijkste infrastructuur en aangrenzende gemeenten.

## Demografie
Onderstaande figuur toont het verloop van het inwonertal (bron: INSEE-tellingen).